# Camille Erlanger
Camille Erlanger, född den 25 maj 1863 i Paris, död där den 24 april 1919, var en fransk tonsättare.

## Biografi
Erlanger, som tillhörde en elsassisk familj, studerade vid Pariskonservatoriet för Léo Delibes (komposition), Georges Mathias (piano), Émile Durand och Antoine Taubon (harmoni). 1888 erhöll han stora Rompriset för kantaten Velléda. Erlanger skrev även orkesterverk (bland annat Poèmes russes) och gjorde sig sedermera känd huvudsakligen genom sina operor Le fils de l'étoile (1904) och Aphrodite (1906) med flera. Hans mest kända opera Le Juif polonais sattes upp på Opéra-Comique 1900.
Erlanger avled i Paris och ligger begraven på kyrkogården Père-Lachaise.
En gata i Quebec City, Avenue Erlanger, är uppkallad efter Erlanger.